# 里亞斯內-魯斯凱
49°52′23″N 23°54′8″E / 49.87306°N 23.90222°E
里亞斯內-魯斯凱（羅馬化：Riasne-Ruske）是烏克蘭的村落，位於該國西部利沃夫州，由亞沃里夫區負責管轄，始建於1430年，面積12.42平方公里，海拔高度310米，人口1,305，人口密度每平方公里146.46人。